# Paratus reticulatus
Paratus reticulatus är en spindelart som beskrevs av Simon 1898. Paratus reticulatus ingår i släktet Paratus och familjen månspindlar.
Artens utbredningsområde är Sri Lanka. Inga underarter finns listade i Catalogue of Life.